# Klaus Kjærulff
Klaus Kjærulff (født 30. januar 1952 i København) er en dansk skibsreder og konsul. Han har tidligere været administrerende direktør for Dampskibsselskabet Torm, hvor han fratrådte i 2008. Han har endvidere i en kortere periode i 2009 været bestyrelsesformand i Nordic Tankers.